# Asterivora chatuidea
Asterivora chatuidea là một loài bướm đêm thuộc họ Choreutidae. Nó được tìm thấy ở New Zealand.
Sải cánh dài khoảng 8 mm đối với con đực và 9 mm đối với con cái. 